# Эрра (Португалия)
Эрра (порт. Erra) — район (фрегезия) в Португалии, входит в округ Сантарен. Является составной частью муниципалитета Коруше. По старому административному делению входил в провинцию Рибатежу. Входит в экономико-статистический субрегион Лезирия-ду-Тежу, который входит в Рибатежу. Население составляет 1129 человек на 2001 год. Занимает площадь 62,30 км².
Покровителем района считается Левий Матфей (порт. São Mateus).